# گدمه
گدمه یا (ککه می) روستایی از توابع بخش آسمان آباد شهرستان چرداول در استان ایلام ایران است.
اسم این روستا برگرفته از اسم قدیمی ککه می می‌باشد. ککه همان کاکه و به معنای برادر و می تلفظ اسم مهدی در زبان محلی کردی می‌باشد. اسم این روستا در اسناد به جا مانده از زمان والی ایلام ککه می ذکر شده است.

## جمعیت
این روستا در دهستان آسمان آباد واقع شده است و براساس سرشماری مرکز آمار ایران در سال ۱۳۹۵، جمعیت آن ۵۶۰ نفر (۱۶۱خانوار) بوده است.

## مردم‌شناسی
گویش مردم منطقه کردی کلهری است و مذهب شیعه دارند. مردم این روستا از لحاظ قومی متعلق به یکی از تیره‌های خزل به نام قُلیوند می‌باشند.

## جغرافیا
این روستا در منطقه ای کوهستانی قرار گرفته است.
آب هوای این روستا معتدل کوهستانی می‌باشد. زمستان‌های سرد و تابستان‌هایی نسبتاً گرم دارد.
روستای ککه می یا گدمه از شمال به کوه پیوان (Puan) , و از جنوب در کنار جنگل‌های بانکول و کوه مانشت قرار دارد. زمین‌های کشاورزی حاصلخیز و مراتع محل چرای دام اهالی این روستا مناطق جنگلی بانکول و دامنه کوه پیوان است. بانکول منطقه ای مملو از جنگل‌های بلوط و گونه‌های نادر زیست‌محیطی و میانگین بارش باران در برخی از سال‌های اخیر حدود ۱۱۰۰ میلی‌متر بوده است. این ذخیره گاه زیست‌محیطی در انتظار ثبت به عنوان پارک ملی به سر می‌برد. ثبت پارک ملی برای بانکول به منزله نجات گونه گیاهی و جانوری آن است. قسمتی از این منطقه جنگلی با عنوان "بانکول گدمه که دارای بلوطهای چند صد ساله است یکی از مهم‌ترین ذخیره گاه بلوط‌های کهنسال زاگرس غربی در ایران است که در آستانه نابودی قرار دارد.
برخی از جاذبه‌های طبیعی نزدیک این روستا را می‌توان چشمه‌های خور خوره گه، ئنجیره گه (انجیره گه)، چالاوکو، قوتی ه گه (قوتگه). دره‌های سرسبز په ل چه فت (پل چفت)، خه زا نه (خزانه گه) و چریور برشمرد. در قسمت شرقی روستا ی گدمه دره ای بسیار زیبا ودیدنی به نام دراوهه ر (دراوهر) واقع شده که دارای درختان انبوه و متنوع، طبیعتی از گل‌ها وسبزینه‌های خیره کننده و رودخانه ای زیبا است. در فصل بهار دراوهه ر (دراوهر) جلوهٔ قدرت زیبایی بخش خالق زیباییها ست.

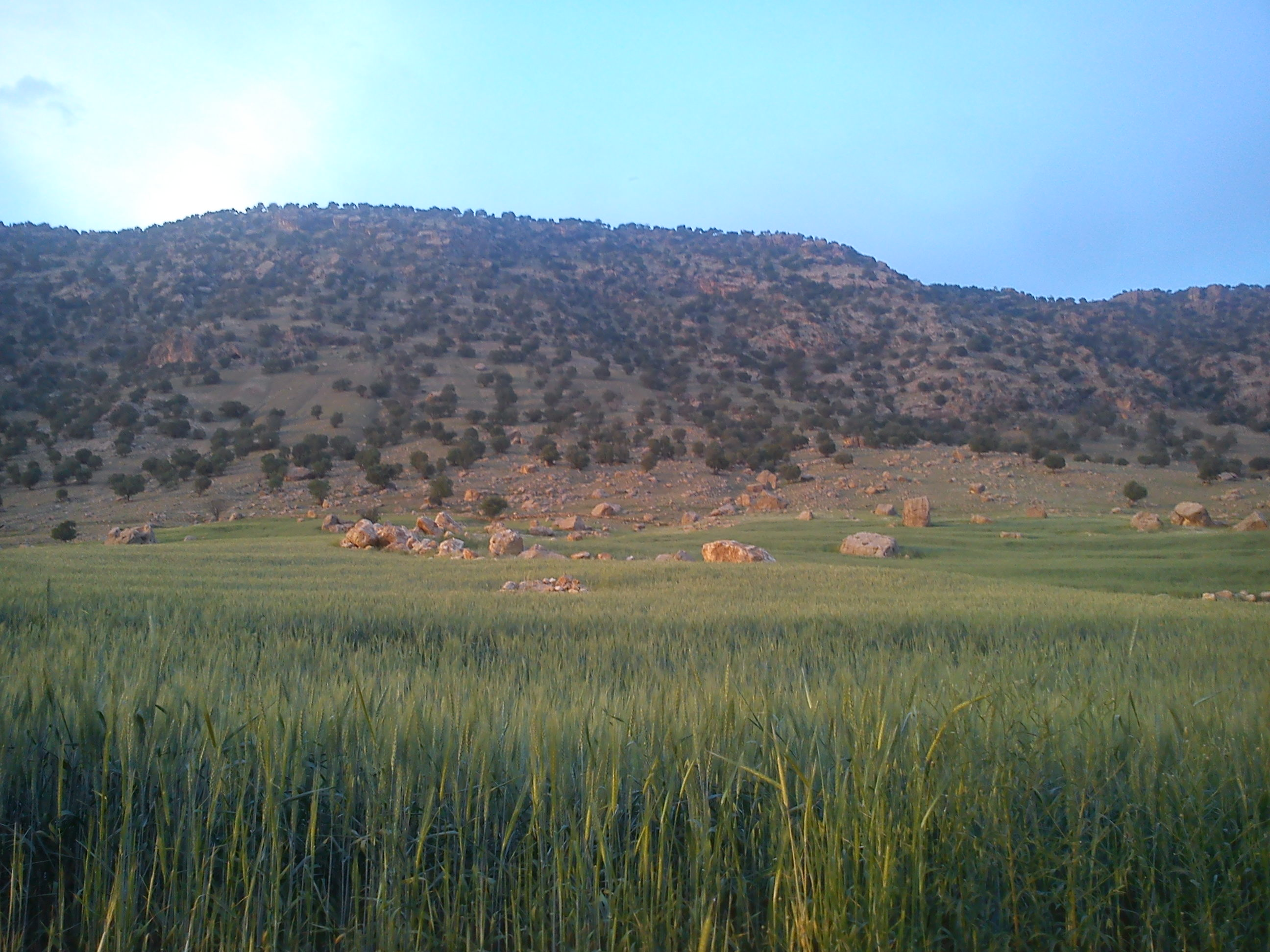
منطقه بان اشکفت

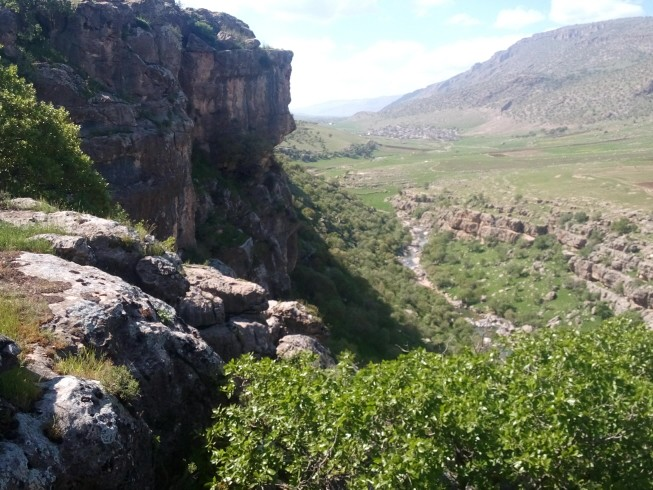
دراوهه ر

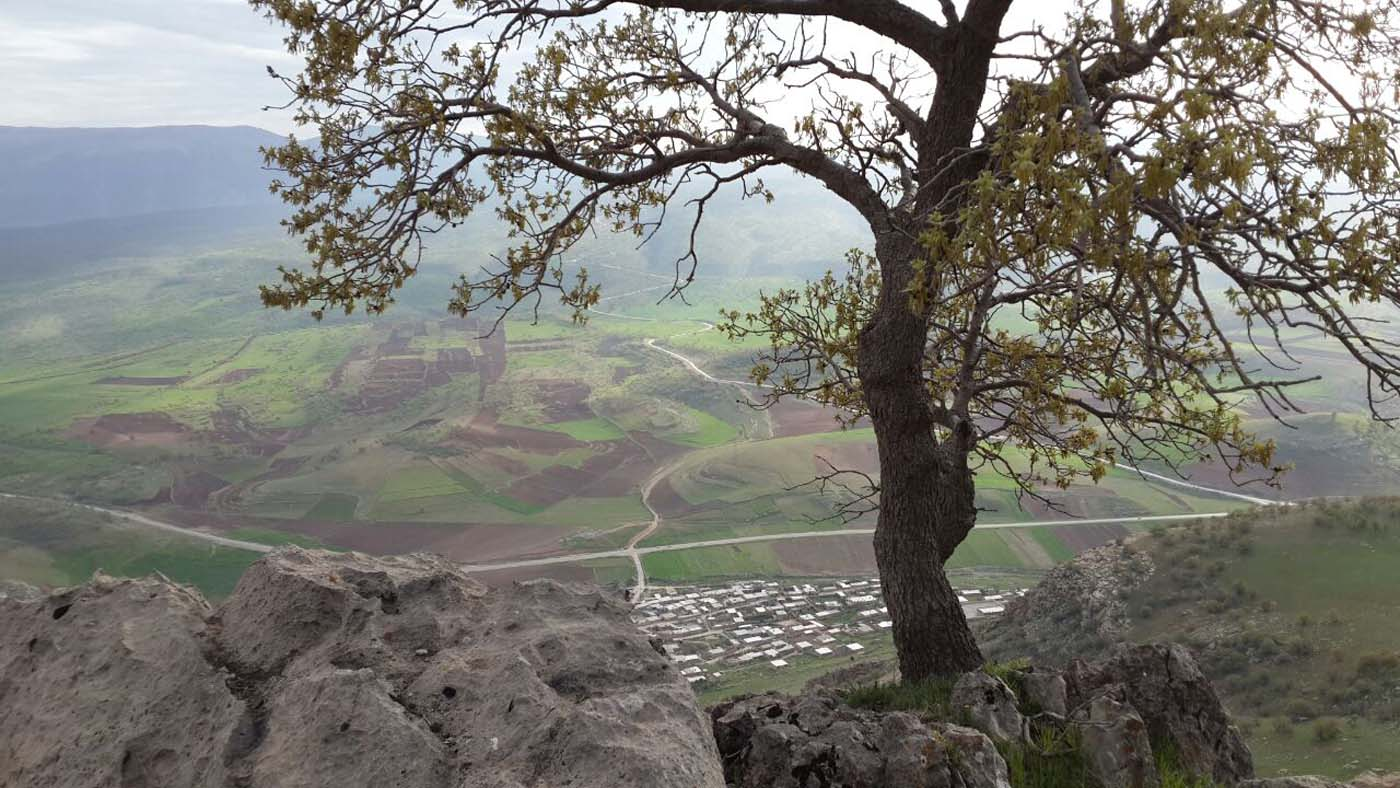
نمابی از طبیعت گدمه

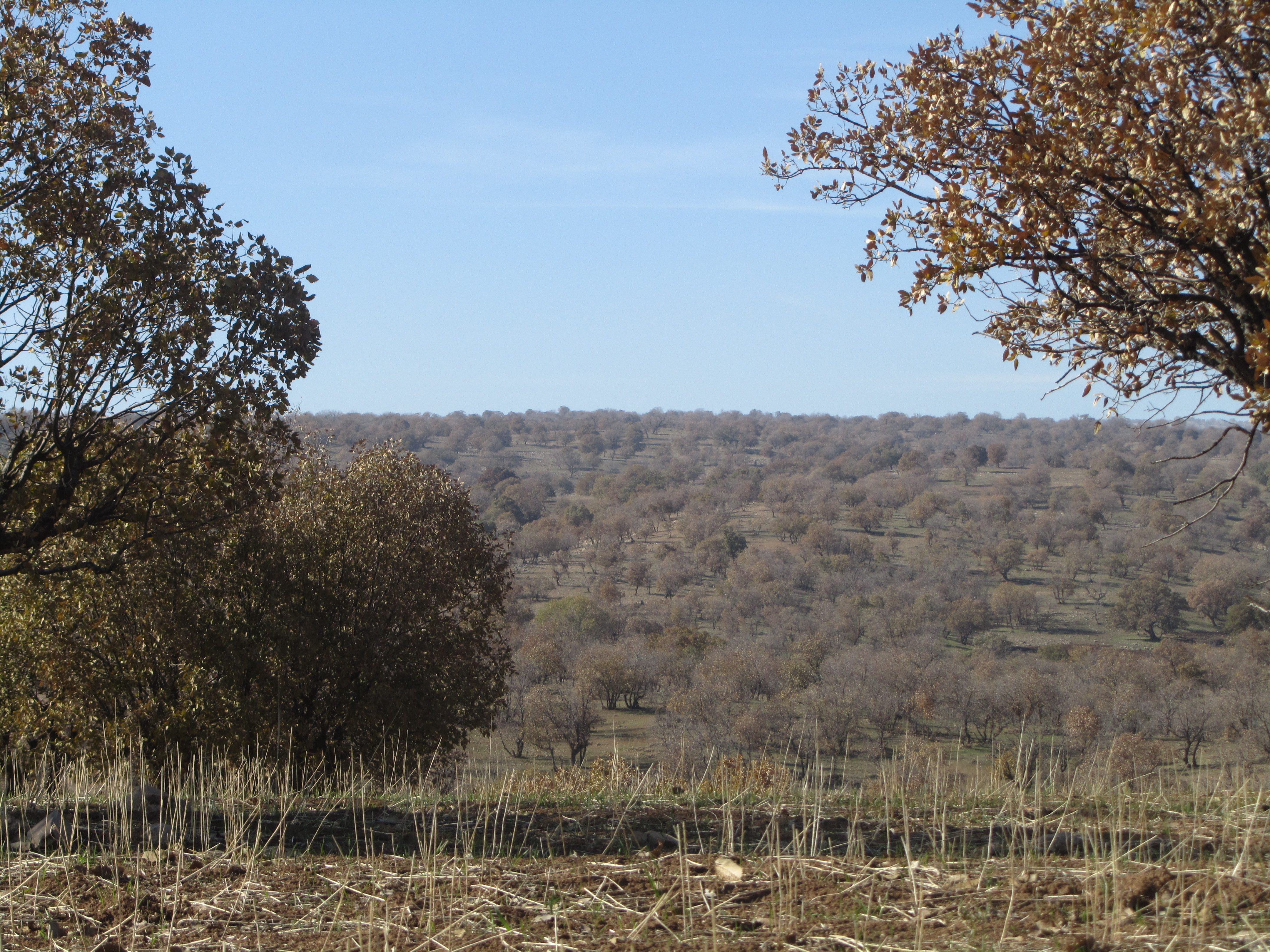
پوشش جنگلی اطراف روستای گدمه منطقه مله که و

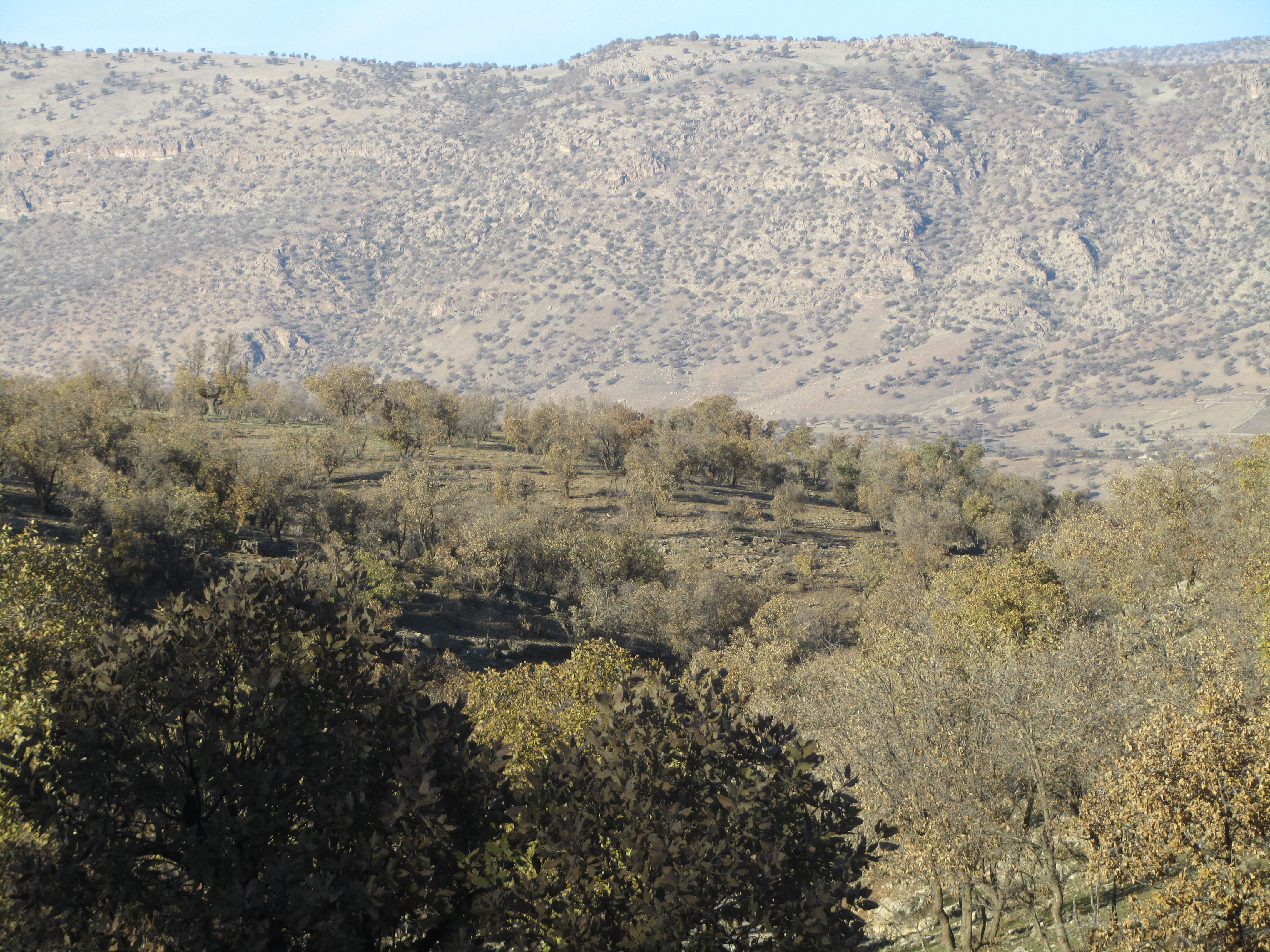
پوشش جنگلی اطراف روستای گدمه منطقه توه

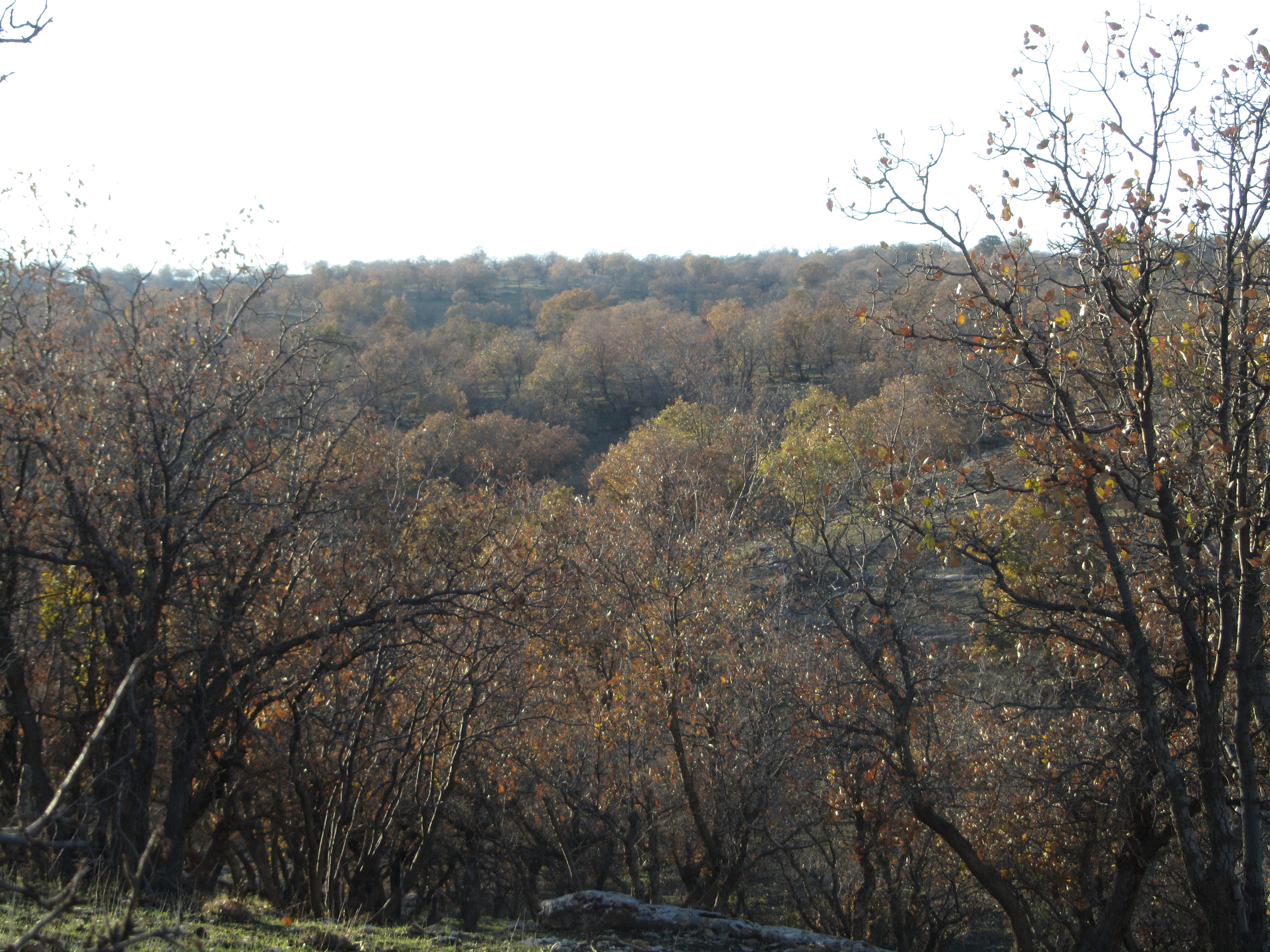
فصل پاییز در جنگل‌های بلوط روبروی روستای گدمه

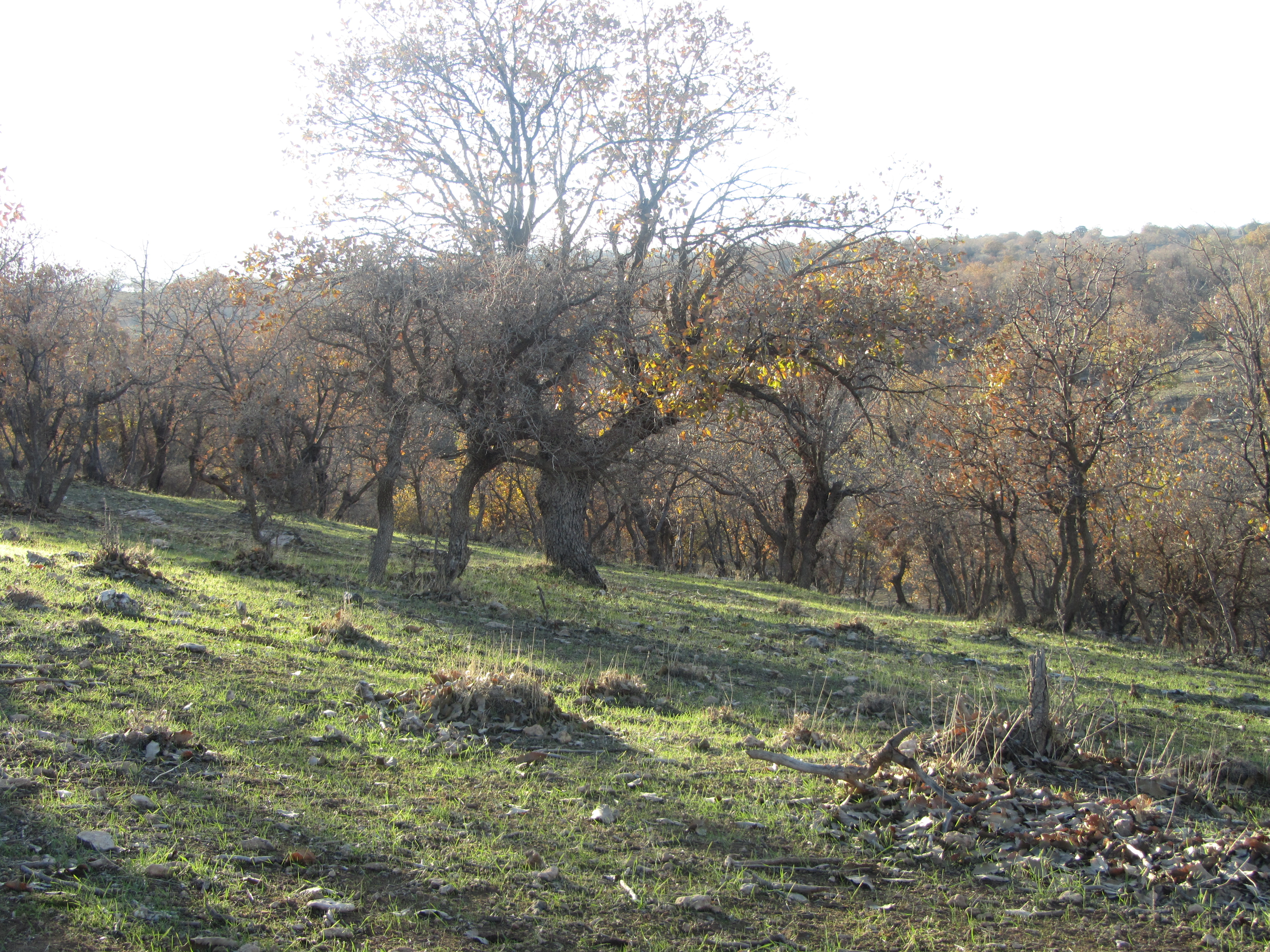
فصل پاییز در جنگل‌های بلوط روستای گدمه منطقه مله که و

## فرهنگ
فرهنگ مردم این روستا فرهنگ کردی و ایلی و برگرفته از فرهنگ غنی ایل خزل می‌باشد.
یکی از جلوه‌های فرهنگ اجتماعی در این روستا که در پژوهش‌های مختلفی توسط محققین مورد توجه قرار گرفته است فرهنگ غنی یاریگری می‌باشد. از جلوه‌های روابط متقابل در منطقهٔ آسمان آباد به ویژه روستای گدمه هاو مه یتی (هم مددی) که شامل همیاری، دگریاری، خودیاری است. هدف از این همیاریها دستیابی به بهترین نتیجهممکن در طی زمان خاصی بوده است.
یاریگری در این جامعه این روستا شامل موارد زیر بوده است که برخی از این موارد هنوز پابرجا می‌باشند.
1. یار یگری درکشاورزی
  - جویروبی: در گذشته آب شرب و و بخشی از کشاورزی روستای گدمه از چشمه سفید (کینی چرمگ) در حدود دو کیلومتری روستای گدمه تأمین می‌شد واهالی این روستا برای رساندن آب این چشمه به روستا و زمینهای کشاورزیشان اقدام به ایجاد جوی و کانالی از چشمه تا روستا نموده بودند که از دامنه‌های جنوبی کوه پوآن در شمال روستا و بالاتر سطح رودخانه آسمانآباد کرده بودند تا با آب رودخانه پر نشود. هر سال در چندین نوبت بهخصوص در فصل بهار که سیلابها و باران سبب رسوبگذاری می‌شدند دستهجمعی در یک روز معین اقدام به لایروبی و ترمیم دیواره‌های آن می‌نمودند. حضور همه یا نمایندهای از هر خانوار در این امر الزامی بود بدین صورت که در روزی که معین می‌شد هر کسی با بیل خود حاضر می‌شد و به سر چشمه می‌رفتند و در طول جوی راه می‌افتادند و اقدام به لایروبی و ترمیم دیوارهای جوی می‌کردند. در برخی از این قسمتها دیواره‌های جوی بین ۵/۱ تا ۲متر سنگچین شده بودو جوی آب ازبالای آن می‌گذشت.[۸]
  - جفت و بذر پاشی: جفت معادل ۵–۶ هکتار زمین است که توسط یک جفت ورزاو شخمزده می‌شده است که در طول زمان معنی شخمزنی یافته است (بنگرید به پورکریم، ۱۳۵۴ :۲۸–۳۵ .(ازآنجاکه زمان شخمزنی محدود بود و صاحب زمین یا کشاورز در این زمان محدود در صورتی که مقدار زمین آنها بیش از نیروی کارشان بود نمی‌توانستند آنها را بکارند، بنابراین بهترین راه در این زمانها استفاده از نیروی کار دیگران چه بهصورت دگریاری و همیاری بود.[۹]

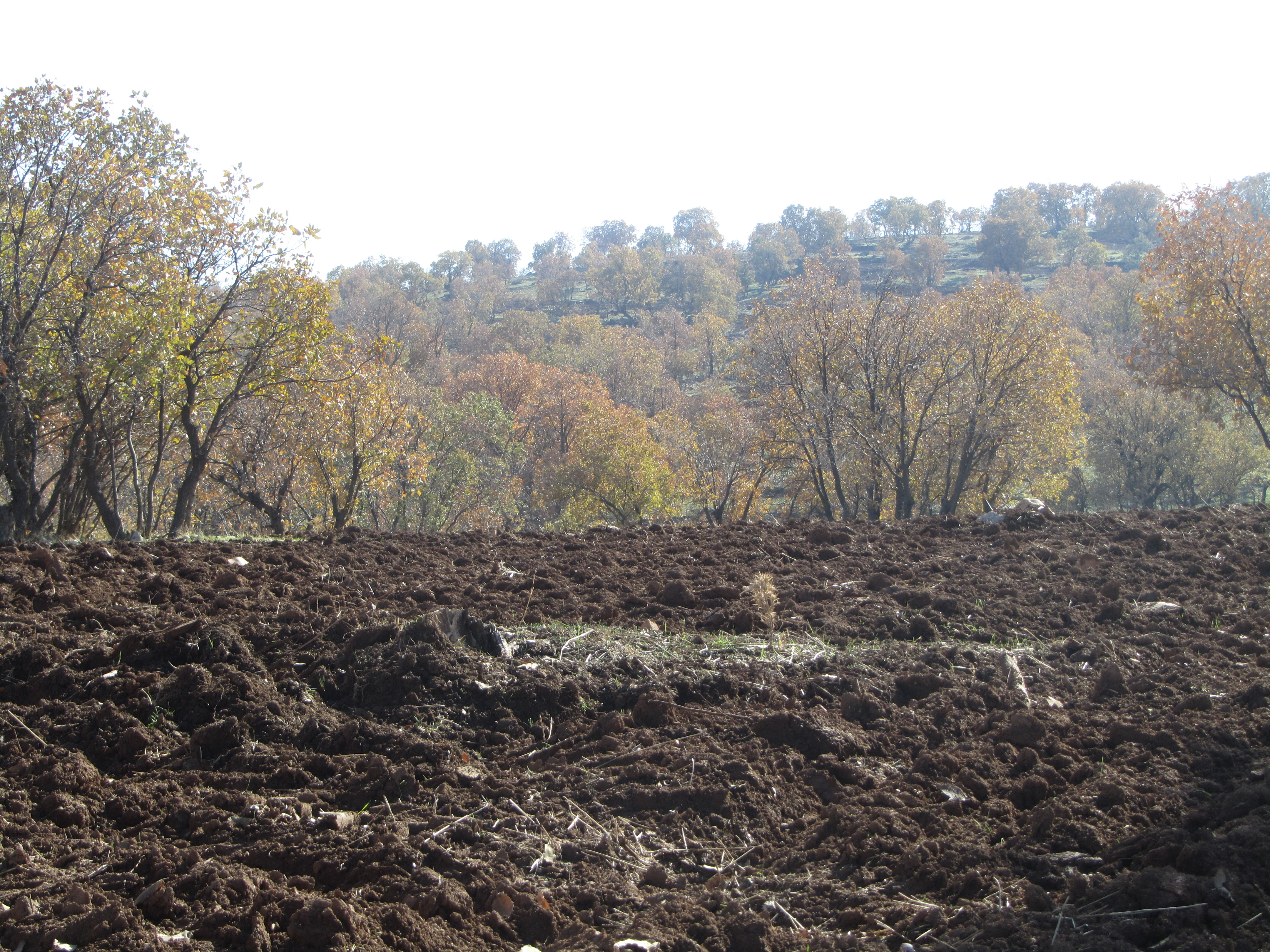
زمین‌های کشاورزی در حال شخم و بذرپاشی در فصل پاییز

1. - وجین کردن: گاهی پیش می‌آمد که نخود یا عدس کاشته شده بسیار پر و فشرده روییده بودند و در لابه لای آنها نیز علف‌های هرز روییده بود. چنانچه این علفهای هرز چیده نمی‌شد و مزرعه نخود یا عدس تنک‌تر نمی‌شد محصولی به بار نمی‌آورد به همین منظور اقدام به وجین و کم کردن حجم نخود و عدس‌های روییدهً با مشارکت و همیاری می‌کردند.[۱۰]
  - آماده کردن خرمن گاه (خرمان جی-جیه خرمان): هر ساله کشاورزان پیش از آغاز فصل درو و دیگر مراحل اقدام به پاکسازی و تسطیح محوطهٔ از پیش تعیینشده از خار و خاشاک و سنگریزه‌ها می‌کنند. سپس آن را آبپاشی کرده و کوبیده تا خاک آن فشرده و سخت شود تا هنگامی که غلات و دیگر محصولات را روی آن می‌کوبند با خاک درهم نیامیزند. محل خرمنگاه بهصورت همفکری وبارأی جمعی مردمان درنزدیکروستا وکناررودخانه (برای استفاده ازآب آن در صورت بروز آتشسوزی) انتخاب می‌شود. در مورد روستای گدمه در شرق روستا انتخاب شده و به هر خانوار (مال) یک قطعه واگذار شده تا هر سال خرمن در آن بگذارد. برای جلوگیری و دستبرد و همچنین جلوگیری از بروز حوادث غیرمترقبه همهٔ خرمنهارادرکنار هم ایجادمیکنند (تصویر زیر).[۱۱]

```
 

 خرمن جای روستای گدمه
```

گله درو: اواسطخردادبهبعد بسته به خشک شدنو رسیدن غلات دروی زمینهای زیر کشت جو و برحسب اینکه غلات گندم شروع می‌شد. معمولاً کدام زمینها زودتر رسیده و آماده چیدن و درواست، روستاییان یکدیگر را خبر می‌کردند و پس از شوربرای اینکه ابتدا ازکشت کدام شخص درورا آغازکنند روز خاصی را برای مشارکت معین می‌کردند.
گله بر ینه: کوچنشینان و روستاییان دامدار در اواسط اردیبهشت ماه تا نزدیک آغاز خرداد، که همزمان است با پایان بارشهای جوی وگرم شدن هوا و خشک شدن علفها و دروی غلات و سایر کشتها اقدامبه چیدن پشم گوسفندان وموی بزها می‌کنند. چیدن پشم گوسفندان را برینه (=بره نه) دوبار درسال کردن می‌گویند. این اقدام معمولاً انجام می‌گرفته (بار اول در اواسط اردیبهشت و بار دیگر در خلال فصل زمستان در گرمسیر) اما امروزه با بر آفتادن کوچهای برون منطقهای (کوچ به گرمسیر) یکبارانجاممیشود. اینا قدام دارای مراحل مختلفی است که ابتدا با شستن گوسفندان در رودخانه انجام می‌شود. با خشک شدن گوسفندان وتمیز شدن آنهاروزبعد بهپشم چین‌ها بنا ب هروزهای یمن (برینهگر) خبرمیدهند. معمولاً ونحسانتخابروزانجاممیشودکه برای اینکار پنجشنبه انتخاب می‌شود. در این روز برینه گرهاهمراه خود چیه ره (قیچی پشم چینی) و طناب در صبح زود با خود همراه می‌آورند.
```
 
```

```
 تصویری از پشم چینی گوسفندان توسط اهالی روستای گدمه
```

1. یار یگری آیینی

- سفره علی: در آیین سفره علی، این آیین امروزه به دلیل ارتباط زیاد و آسان شدن سفر و گسترشً وسع وتوانایی حمل ونقل واینکهدیگر همهتقریبا رفتن به زیارت امام هشتم را دارند. دیگر به مانند گذشته برگزار نمی‌شود. این آیین به مناسبت برگشت زائری که مشرف به زیارت امام هشتم می‌شد برگزار می‌شد و در این آیین شخصی که مشرف به زیارت شده بود همه اقوام دور و نزدیک و آشنایان را به نهار و شام دعوت می‌کرد. به همین مناسبت برای هرچه بهتربرگزار شدن این آیین زنان در پخت نان برای مهمانان مشارکت می‌کردند و بسیاری دیگر نیز به این مراسم گوسفند و بز و دیگر ملزومات را به همراه خود بهعنوان پیشکشی می‌آوردند بدین وسیله در این آیین مشارکت و همیاری می‌کردند.[۱۴]
- پرسانه: در زبان کردی به مراسمی که به مناسبت درگذشت متوفی برگزار می‌شود پرسه گفته می‌شود. به کمکهایی که شامل وجه نقد، جنسی (اعم از کیسه‌های برنج، روغن، بز و گوسفند) به خانواده متوفی توسط اشخاص (دور ونزدیک) انجاممیگرفت پرسانه می‌گویند.[۱۵]
- سورانه (سیورانه): همیاری در عروسی و کمکهای نقدی است که مدعوین بعد از پذیرایی به فراخور وسع مالی خود به عروس و داماد هدیه می‌دادند.
- تاسو: تاسو رسمی دیرینه در میان طوایف و تیره‌های ایل خزل و دیگر ایلهای استان ایلام و نواحی همجوار است. اگر کسی دچار ورشکستگی مالی شود یا تمام دار و ندارش را در طی حادثهای از دست بدهد یا مرتکب قتل غیرعمد شود. در نتیجهٔ آن هست و نیستش را از دست می‌داد یا می‌بایست دیه کلانی به صاحب دیه بپردازد، مردم مراسمی بهعنوان تاسو برای وی برگزارمیکردند و هرکسی بنا برتوانایی مالی خودبخشی از هزینهرا تأدیه می‌کرد.[۱۶]
- باران خواهی: در گذشته در سالهای خشک که ریزش باران کم بود و باران کم بود و خشک سالی مردم را تهدید می‌کرد برای طلب باران مراسم و آیین بارانخواهی در روستای گدمه توسط زنان برگزار می‌شد. در این مراسم که جنبهٔ نمادین داشت دستهای از زنان مشکی را با دعاهای طلب باران و به نیت اینکه باران ببارد از چشمه پر می‌کردند وبه صورت گروهی با خواندن جمعی به خانه هامی بردند و آب را باملاقه یا کاسهٔ کوچکی می‌فروختند. این دسته از زنان شامل هفت زن می‌شدند که با همدیگر ضمن خواندن دعاهای خیر و نیت برای بارش باران مشک آب را پر می‌کردند. سپس یکی از زنان که مشک آب را بغل می‌گرفت و بقیه زنان پشت سر وی راه می‌افتادند و باهم و آهنگین جملات «وی وه دوشم وی وه دوشم»، در جواب هم نوا به صورت دسته جمعی می‌خواندند «واران نیه ئاو فه روشه م» به هفت خانه با نیت باران سر می‌زدند و به هرخانه ای یک ملاقه آب می‌دادند. در این آیین که برای طلب باران و باران خواهی بود زنان به هفت خانه سر می‌زدند و ضمن خواندن جملات ذکر شده به صاحب خانه یک ملاقه آب می‌دادند. صاحب خانه نیز برای آمدن باران دست به دعا برمی‌داشت این مراسم تا سرزدن به هفت خانه ادامه می‌یافت. این مراسم جنبه نمادین فراوانی در آن دیده می‌شود. اول زن که نماد آفرینندگی و پاکی و زایش است. دوم عدد هفت که جنبه نمادین دارد. مشک آب (درکردی به آن کونه می‌گویند و از پوست بز تهیه میشودکه آن را هم می‌توان از جنبه اسطوره با آب و باران مرتبط دانست). ملاقه (درکردی کمچگ) که ظرفیت آن کمتراز یک لیوان است خود نمادی از کمبود آب است. دیگر موضوع نمادین در این آیین فروختن آب است که جنبهٔ نمادین داشته حاکی از خشکسالی و کمبود شدید آب برای گذران زندگی خود و دامهایشان بوده است بهویژه اگر در نظر بیاوریم که آب همیشه مادهای حیاتی بوده و بهعلت ارزش و تقدسی که در میان آنها داشته هیچگاه خرید و فروش نمی‌شد.[۱۷]

## مکان‌های تاریخی
کاوش‌های باستان‌شناسی در این روستا که نتایج آن در مجلات علمی انتشار یافته است نشان می‌دهد که پتانسیل مناسبی برای کاوش وجود دارد. به برخی از سایت‌های باستانی مانند اشکفت پل حسین لی در ادامه اشاره شده است.
اشکفت پل حسین لی :
در دیواره صخره ای جنوبی رشته کوه پیوآن که در جهت شمال غرب به جنوب شرق کشیده شده N,“۵۵٫۹۹‘۳۳° در موقعیت جغرافیایی ۴۸ ۴۶°۳۱ است و ارتفاع آن از سطح ’۰٫۸۸”E دریا ۱۳۳۲ متر است. این اشکفت در نزدیکی محوطه باز پل حسینه لی واقع شده است. تا چند سال پیش هر ساله این اشکفت به عنوان محل نگهداری گوسفندان و دام‌ها در اواخر زمستان استفاده می‌شد که آثار آن در کف اشکفت دیده می‌شود. ارتفاع دهانه آن ۳ متر و ارتفاع آن در ۴ متر و عمق / داخل ۴ متر و عرض دهانه آن ۷۰ ۱۵ متر است، که ارتفاع آن از سطح / آن ۷۰ زمین‌های اطراف (دشت) حدود ۱۲۰ متر است.
نمای از داخل دهانه اشکفت پل حسین لی
مطابق پژهش‌های انجام شده در این غار چند تکه سفال شکسته و یک سنگ مادر ریزتیغه که اثر حرارت بر آن دیده می‌شود به دست آمد که با توجه به رنگ و
فرم که رنگ قهوه ای تیره بر زمینه نخودی است که هم از داخل و هم از بیرون منقوش است، سفال دیگر دارای لعاب گلی بر نخودی است که به احتمال متعلق به مس سنگی میانی است.

## صنایع دستی
مطابق آنچه در برخی پژوهش‌ها آمده است، صنایع دستی در این روستا به شرح زیر است:
- ده وار بافی و چیتبافی

بافت سیاه چادر یک کار دسته جمعی است که مراحل مختلفی دارد. در گذشته در منطقه آسمان ّاد به ویژه روستای گدمه شیوه معیشت کوچ نشینی حاکم بود و بافت ده وار به صورت همیاری می‌گرفت. بافت ده وار کاری کاملاً زنانه است فقط تهیه چوب‌ها برای ده وار و نصب آنها به دست مرد خانه و زیر نظر زنی مجرب و ماهر انجام می‌شد.
- نخ ریسی

پس از چیدن پشم گوسفندان، زنان با کمک هم اقدام به شستن گلوله‌های پشمی می کنن و پس از خشک را در گونی ریخته و با دوک نخ ریستی بزرگتی که تشی گفته می‌شود، با کمی مرطوب کردن آن برای اینکه فتیله‌ها یا رشت ته نخ بهتر شکل بگیرد ابتدا به صورت فتیله درمی‌آورند و هر کلاف را در گونی قرار متی دهند. نخ ریسی کاری زنانه است که معمولاً در اوقات فراغت و به ویژه شب‌ها در هنگام شب‌نشینی انجام می‌شود توسط زنان این روستا انجام می‌شده است.
قالی بافی
گلیم بافی